# Ист Њу Маркет (Мериленд)
Ист Њу Маркет (енгл. East New Market) град је у америчкој савезној држави Мериленд.

## Демографија
По попису из 2010. године број становника је 400, што је 233 (139,5%) становника више него 2000. године.
| Група             | 2000.       | 2010.       |
| Белци             | 159 (95,2%) | 314 (78,5%) |
| Афроамериканци    | 4 (2,4%)    | 78 (19,5%)  |
| Азијати           | 0 (0,0%)    | 0 (0,0%)    |
| Хиспаноамериканци | 4 (2,4%)    | 8 (2,0%)    |
| Укупно            | 167         | 400         |